# 西村智奈美
西村 智奈美（にしむら ちなみ、1967年1月13日 - ）は、日本の政治家、国際関係学者。立憲民主党所属の衆議院議員（7期）、衆議院法務委員長、立憲民主党新潟県連代表、立憲民主党ジェンダー平等推進本部顧問。夫は元立憲民主党衆議院議員の本多平直で、戸籍上の姓は本多。
厚生労働副大臣（野田第1次改造内閣・野田第2次改造内閣・野田第3次改造内閣）、外務大臣政務官（鳩山由紀夫内閣・菅直人内閣）、新潟県議会議員（1期）、立憲民主党幹事長（第2代）、立憲民主党代表代行等を務めた。

## 来歴
新潟県吉田町米納津（現：燕市）生まれ。吉田町立米納津小学校、吉田町立吉田中学校、新潟県立三条高等学校卒業。新潟大学法学部に入学。高校、大学時代は弓道に打ち込んだ。大学在学中、1年間休学してタイ王国バンコク市ユニオン語学学校に留学。多賀秀敏ゼミで政治学を志し、国際関係論を専攻した。
1990年3月、新潟大学卒業。同年4月、同大学大学院法学研究科修士課程に進学し、同年9月から英国ブリストル大学法学部に留学。1993年3月、新潟大学大学院を修了し、修士号を取得。その後は専修学校（1993年4月～1996年3月）、新潟産業大学（1996年4月～1999年3月、1998年4月～1999年3月）や敬和学園大学（1997年4月～2003年10月）、新潟青陵女子短期大学（1998年4月～1999年10月）で非常勤講師を務める。その傍ら、自ら大学卒業時に創設したNVC新潟国際ボランティアセンター事務局長（～1998年9月）を務めていた。

### 政界入り・新潟県議会議員時代
1998年11月、民主党に入党。1999年、第14回統一自治体選挙新潟県議会議員選挙新潟市選挙区に立候補で初当選し、一期4年を務める。

### 衆議院議員時代
2003年、第43回衆議院議員総選挙に新潟1区から民主党公認で出馬し、自由民主党前職の吉田六左エ門を破り初当選した。
2005年9月11日の第44回衆議院議員総選挙では、郵政解散により自民党に追い風が吹いていたが、新潟1区で自民党の吉田を破り、再選（吉田も比例復活）。同年9月12日、民主党代表の岡田克也が、総選挙大敗の責任をとり辞任を表明。岡田の辞任に伴う代表選挙（9月17日実施）では菅直人の推薦人に名を連ねた。
2006年3月31日、民主党代表の前原誠司が、堀江メール問題の責任をとり辞任を表明。前原の辞任に伴う代表選挙（4月7日実施）では菅直人の推薦人に名を連ねた。
2009年8月の第45回衆議院議員総選挙では、恩師である多賀秀敏教授の支援も受け、新潟1区で吉田を破り3選。選挙後に発足した鳩山由紀夫内閣で外務大臣政務官に任命され、菅直人内閣まで務めた。

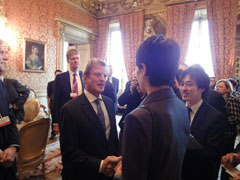
2009年10月22日、フランス外務・ヨーロッパ問題大臣ベルナール・クシュネル（左）らと

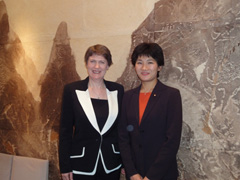
2009年11月24日、国際連合開発計画総裁ヘレン・クラーク（左）と

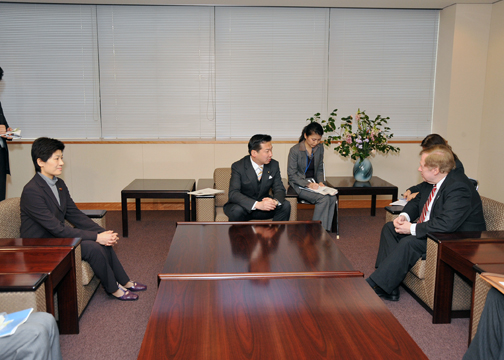
2010年1月15日、アメリカ合衆国特使ロバート・R・キング（右）、外務副大臣福山哲郎（中央）らと

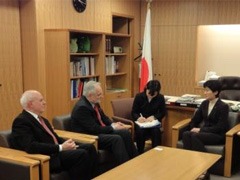
2010年2月19日、欧州議会議員イーヴォ・ヴォイグル（左から2人目）らと

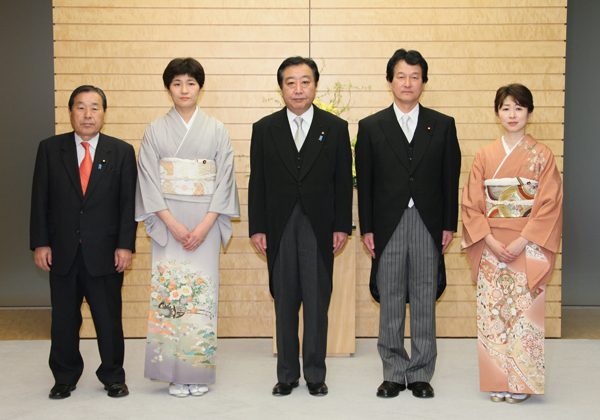
2012年4月6日、厚生労働副大臣就任時に野田佳彦内閣総理大臣、大島敦総務副大臣、高井美穂文部科学副大臣、加賀谷健総務大臣政務官と

2011年、野田第1次改造内閣で厚生労働副大臣に任命され、2012年、野田第3次改造内閣まで務めた。民主党が下野した2012年の第46回衆議院議員総選挙では、新潟1区で自民党新人の石崎徹に敗れ、重複立候補していた比例北陸信越ブロックでの復活もできず、落選した。　
2014年12月14日の第47回衆議院議員総選挙に新潟1区から民主党公認で出馬し、自民党の石崎に再び敗れるも、重複立候補していた比例北陸信越ブロックで復活し、2年ぶりに国政に復帰した。この選挙で民主党代表の海江田万里が落選。海江田の辞任に伴い2015年1月18日に行われた代表選挙では、自身が外務大臣政務官を務めた鳩山・菅内閣の外務大臣だった、元代表の岡田克也の推薦人に名を連ねた。
2016年3月27日、民主党に維新の党などが合流し、民進党が結成。西村も同党に参加。
2017年7月27日、民進党代表の蓮舫が、同月の東京都議会議員選挙の結果を受けて辞任を表明。蓮舫の辞任に伴う代表選挙（9月1日実施）では枝野幸男の推薦人に名を連ねた。
同年の第48回衆議院議員総選挙に際し、前原誠司代表が9月27日、民進党を事実上解党し、希望の党からの立候補を容認する方針を表明。西村は希望の党に合流せず、新潟1区から無所属で立候補する意向を示していたが、10月6日に立憲民主党からの出馬を表明。西村の出馬を受けて日本共産党は新潟1区に擁立していた候補者を取り下げて西村を支援し、新潟1区で自民党前職の石崎を破り、5期目の当選を果たした（石崎も比例復活）。
2019年10月には、立憲民主党の自治制度調査会会長に就任した。
2020年8月24日、旧立憲民主党と旧国民民主党は、2つの無所属グループを加えた形で合流新党を結成することで合意した。同年9月10日に行われた新「立憲民主党」の代表選挙では枝野幸男の推薦人に名を連ねた。10月24日、立憲民主党新潟県連の設立大会が開催され、西村が代表に就任した。
2021年10月31日の第49回衆議院議員総選挙に立憲民主党公認で立候補。自民党公認の塚田一郎、日本維新の会公認の石崎を破り、再び小選挙区で当選し6選（塚田は比例復活で当選）。

### 2021年立憲民主党代表選挙

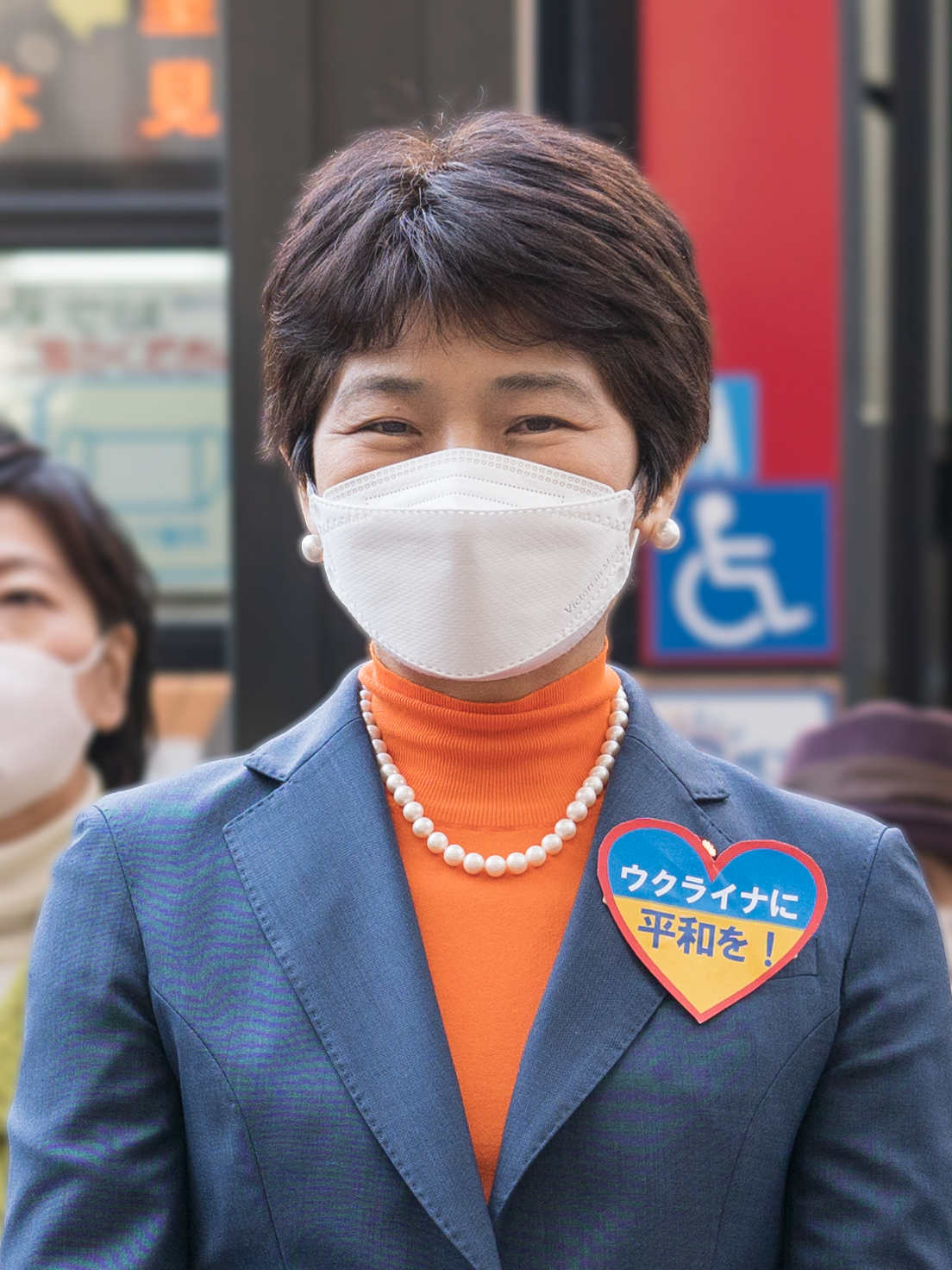
2022年、福岡県の天神パルコ前にて

2021年11月2日、枝野が立憲民主党の議席減少の責任をとり、党代表を辞任する意向を表明。その直後から西村に党代表選挙出馬を促す電話が鳴り始めたという。同日、小川淳也が出馬の意欲を示す。11月4日、各紙は、立候補が取り沙汰される5人の顔触れを写真付きで掲載したが、「（野党第一党党首、すなわち政権交代を成し遂げた際に総理大臣を務めてもらう人物を決める選挙に）女性候補が1人もいないのはおかしい」と西村に出馬を求める声が立憲民主党支持者から相次いだ（なお、与党第一党党首である事実上の内閣総理大臣を選ぶ同年9月に行われた自由民主党総裁選挙では高市早苗と野田聖子の女性2人が立候補し、小池百合子が立候補した2008年総裁選以来、女性が立候補者に出た自民党総裁選としては2回目であり、複数の女性候補が出馬するのは初であった）。
しかし、党内最大グループのサンクチュアリからも西村を推す声が出ていたが、同グループ前会長赤松広隆・前衆院副議長らが経験不足などを理由に難色を示した。10日前後から、西村も菅グループ内の仲間を中心に国会議員の推薦人20人を確保すべく動き出し、15日には複数の同僚議員を訪れて立候補への決意を伝えていたが推薦人の確保は難航した。同じ立憲民主党内リベラル系として支援に期待をかけていた党内最大グループ「サンクチュアリ」は赤松らの意向を受けて、11月16日の夜、国会内で会合を開き、逢坂誠二を擁立する方針を正式に決めた。「サンクチュアリ」が独自候補を擁立したことは西村に痛手となった。
11月17日、「女性待望論」を背に西村は記者会見し、「推薦人を集め、必ず立候補したい」と推薦人20人は確保出来ていないが、枝野代表辞任に伴う第2代代表選挙に立候補する意向を固めたと述べた。翌18日、推薦人20人にめどが立ったとして、選対本部顧問に菅直人元首相、本部長に社民党出身の阿部知子衆院議員を充てるなど国のかたち研究会（菅グループ）中心とした推薦人・陣営で正式に出馬表明した。西村が立候補したことで1996年以降の旧民主党系の代表選挙で女性が立候補者になったのは、蓮舫が立候補し当選した2016年民進党代表選挙以来で2回目となった。
同年11月30日、代表選挙が実施。1回目の投票では決まらず、決選投票により泉健太が代表に選出された。12月1日、泉は党骨格人事を発表。西村を幹事長に起用した。12月2日に開かれた両院議員総会で幹事長に正式就任。女性幹事長は自民党では例がなく、旧民主党が源流の政党でも初めてのことであった。
2022年8月26日、立憲民主党は両院議員総会を開き、新執行部が発足。幹事長は岡田克也になり、西村は現職の逢坂と共に代表代行に就任することになった。
12月13日の立憲民主党の常任幹事会で、次期衆院選において（新）新潟1区からの出馬が内定した。
2024年9月の立憲民主党代表選挙では、菅直人元首相から立候補を促されるも、自身が泉執行部で代表代行を務めていることを理由に固辞した。代表選後の党役員人事で代表代行を退任。9月30日、党次の内閣ネクスト子ども政策担当大臣に就任。
同年10月15日、第50回衆議院議員総選挙が公示され、新潟1区からは西村、自民党現職の塚田一郎、日本維新の会元職の石崎徹、日本共産党新人の中村岳夫の計4人が立候補した。10月17日に読売新聞が序盤情勢を発表し、「西村と塚田がしのぎを削る」と報じた。自民党は裏金問題や統一教会問題、10月23日に発覚した非公認候補への2000万円支給問題などで逆風が吹き荒れた。10月27日、総選挙執行。投票締め切りの20時直後に新潟日報は西村の当選確実を報じ、西村は7期目の当選を果たした。自民党は比例北陸信越ブロックで4議席を獲得。単独1位の国定勇人を除く3議席に対し、塚田は5番目の惜敗率（61.339％）だったため議席を失った。同年11月13日、衆議院法務委員長に就任。

## 政策・主張

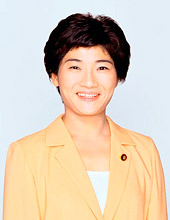
内閣広報室より公表された肖像(2009年 撮影)

### 憲法
- 憲法改正について、2012年の毎日新聞社のアンケートで「賛成」と回答[60]。2014年の朝日新聞社のアンケートで「どちらとも言えない」と回答[61]。2017年の朝日新聞社のアンケートで「どちらかといえば賛成」と回答[62]。2021年の朝日新聞社のアンケートでは「どちらかといえば賛成」と回答し[63]、同年のNHKのアンケートでは「賛成」と回答[64]。

- 9条改憲について、2014年の毎日新聞社のアンケートで「反対」と回答[65]。2017年の毎日新聞社のアンケートで「反対」と回答[66]。憲法9条への自衛隊の明記について、2021年のアンケートで「反対」と回答[64][67]。

- 2014年7月1日、政府は従来の憲法解釈を変更し、集団的自衛権の行使を容認することを閣議で決定[68]。この閣議決定を評価するかとの問いに対し、同年の朝日新聞社のアンケートで「まったく評価しない」と回答[61]。集団的自衛権の行使に賛成かとの問いに対し、同年の毎日新聞社のアンケートで「反対」と回答[65]。

- 参議院議員通常選挙で隣接する県を一つの選挙区にする「合区」をなくすための憲法改正について、2017年の毎日新聞社のアンケートで「賛成」と回答[66]。

- 憲法を改正し緊急事態条項を設けることについて、2021年の毎日新聞社のアンケートで「反対」と回答[69]。

### 外交・安全保障
- 普天間基地の移設問題について、2012年の毎日新聞社のアンケートで「沖縄県以外の国内に移設すべき」と回答[60]。

- 「政府が尖閣諸島を国有化したことを評価するか」との問いに対し、2012年の毎日新聞社のアンケートで「評価する」と回答[60]。

- 従軍慰安婦に対する旧日本軍の関与を認めた「河野談話」の見直し議論について、2014年の毎日新聞社のアンケートで「見直すべきではない」と回答[65]。

- 安全保障関連法の成立について、2017年のアンケートで「評価しない」と回答[62]。

- 日本の核武装について「将来にわたって検討すべきでない」としており、非核三原則の「持ち込ませず」の部分についても「議論する必要はない」と2017年の毎日新聞社のアンケートで回答[66]。

- 徴用工訴訟などの歴史問題をめぐる日韓の関係悪化についてどう考えるかとの問いに対し、2021年の毎日新聞社のアンケートで「より柔軟な態度で臨む」と回答[69]。

### ジェンダー
- 選択的夫婦別姓制度の導入について、2017年、2021年のアンケートで「賛成」と回答[62][63]。

- 同性婚を可能とする法改正について、2017年、2021年のアンケートで「賛成」と回答[62][64]。

- 「LGBTなど性的少数者をめぐる理解増進法案を早期に成立させるべきか」との問題提起に対し、2021年のアンケートで「どちらとも言えない」と回答[63]。

- クオータ制の導入について、2021年のアンケートで「賛成」と回答[64]。

### エネルギー政策
- 「原子力発電所は日本に必要だと思うか」との問いに対し、2014年の毎日新聞社のアンケートで「必要ない」と回答[65]。

- 「原子力発電への依存度について今後どうするべきか」との問題提起に対し、2021年のアンケートで「ゼロにすべき」と回答[64]。

- 2021年11月24日、BS日本『深層NEWS』に立憲民主党代表選挙の候補者4人が出演。「脱炭素社会を実現するエネルギー源として、原発を再稼働するべきか否か」との質問に対し、西村は「東京電力の不祥事が頻発している。とても再稼働の議論などできる状況にない。原発に頼らないカーボンニュートラルの実現を目指すべきだし、実現ができる」と答えた[70]。

### その他
- アベノミクスについて、2017年のアンケートで「どちらかといえば評価しない」と回答[62]。

- 安倍内閣による森友学園問題・加計学園問題への対応について、2017年のアンケートで「評価しない」と回答[62]。

- 森友学園への国有地売却をめぐる公文書改竄問題で、2021年5月6日、国は「赤木ファイル」の存在を初めて認めた[71]。しかし5月13日、菅義偉首相はファイルの存在を踏まえた再調査を行わない考えを報道各社に書面で示した[72]。9月の自民党総裁選挙で総裁に選出された岸田文雄も10月11日、衆議院本会議の代表質問で再調査の実施を否定した[73]。国の対応をどう考えるかとの同年の毎日新聞社のアンケートに対し「さらに調査や説明をすべきだ」と回答[69]。

- 首相の靖国神社参拝について、2014年、2017年のアンケートで「反対」と回答[61][62]。

- 「ドナルド・トランプ大統領を信頼できるか」との問いに対し、2017年の毎日新聞社のアンケートで「信頼できない」と回答[66]。

- カジノの解禁について、2017年の毎日新聞社のアンケートで「反対」と回答[66]。

- 女性宮家の創設に賛成[66]。

- 受動喫煙防止を目的に飲食店などの建物内を原則禁煙とする健康増進法改正に賛成。条文内の「望まない受動喫煙」という表現について、職場内での会食の際に喫煙店が選択される、いわゆる「イヤイヤ受動喫煙」を例に挙げ、「望まないとつけた瞬間に、いろんな言いわけを許すことになる」「絶対に削除すべき」と主張した[74]。

## 人物
- 立憲民主党に所属する東海地方4県（静岡県、岐阜県、愛知県、三重県）の女性地方議員ら31人が、元女性秘書へのセクハラ行為を週刊誌に報じられた青山雅幸衆議院議員（比例東海ブロック選出）の辞職を党に求める署名を提出した際、党ジェンダー平等推進本部長の立場で署名を受け取った西村は「被害者と和解が成立しているので党として対応は難しい」と返答し、無期限の党員資格停止処分が下されている青山へのさらなる処分を事実上拒否した[75][3]。
- 身長170cm、血液型A型[4]。
- 2016年11月、第一子の男児を出産。夫（本多平直）の協力のもと10年近くの不妊治療をへての49歳での高齢初産であった[76]。
- 14歳の子と同意した性交で逮捕されるのはおかしいと発言した夫への立憲民主党による公認拒否処分に津村啓介衆院議員と共に、既に執行部が厳重注意処分済みの事案であること、会合の機密情報である発言者特定された漏洩経緯が不透明であること、事態の沈静化に逆行すること－を理由に挙げて、「『発言』は法律論の一環に過ぎず問題視すべきでない」「既に社会的に不当に強い制裁を受けていると感じている」「党内からの情報漏えいに憤っている」「追加処分することでマスコミに無用な報道機会を追加で与え、事態の沈静化を大きく遅らせることになりかねません」と警鐘と不当処分として反対する嘆願書を立憲民主党幹部らに配布した[5]。
- 海外渡航歴は36か国、約910日に及ぶ[4]。
- 愛読書は『デルスウ・ウザーラ』、『ブラック・ジャック』[4]。
- 2022年1月23日、立憲民主党により、新型コロナウイルスに感染したことを発表[77]。
- 2023年2月1日の衆議院予算委員会で、西村が選択的夫婦別姓や同性婚の導入を求めたのに対し、岸田文雄首相は「検討を要する」などの答弁を繰り返した。その後西村はドナルド・トランプ前米大統領や、プーチン露大統領を引き合いに出し、政策面では自身はプーチンらと相いれない（プーチン政権下では同性愛は罰則付きで禁止されている[78]）と前置きした上で、「（賛否を明言している）その点だけは、岸田首相よりましだと思う」と発言。岸田は「価値観や心に関わる問題には丁寧さが必要だと思っている」と理解を求めた[79]。
- JR総連から組織推薦候補として支援を受けている[80]。

## 不祥事

### 女子中学生を車ではねる事故
2016年4月25日の午前7時過ぎ、新潟市西区松美台の市道交差点で、西村が運転する乗用車が横断歩道を横断中の中学3年の女子生徒をはね、生徒は顔やひじに軽いけがを負った。交差点で前の車に続いて右折しようとした際、前方をよく見ておらず、横断歩道を左側から歩いてきた女子生徒に気づかずにはねたと見られ、西村は「事故を起こし、深くおわび申し上げる」とのコメントを出した。

### 元会計担当職員による政治資金の着服
2017年3月18日に記者会見を開き、当時会計事務を担当していた民主党新潟県第1区総支部の元職員により、約3360万円の政治資金を着服されていたことを明らかにした。元職員は総支部の他、西村が代表を務めていた資金管理団体「西村ちなみと100人委員会」、後援会「智水会」から、政党助成金を含む政治資金を着服し、2013年に退職した際、後任者への引き継ぎで着服の事実を打ち明け、「知人が投資に使った」と説明。2019年2月8日、新潟地方検察庁は元職員を業務上横領罪で在宅起訴した。

### 後援会関係者による公職選挙法違反
2017年の第48回衆議院議員総選挙に際し、西村への投票を呼び掛ける文書を約2万人の有権者に対して公示前に送付した公職選挙法違反（事前運動、法定外文書頒布）の疑いで、西村の後援会関係者2名が書類送検され、うち1人が略式起訴され罰金30万円の略式命令を受けた。

## 選挙歴
| 当落 | 選挙                     | 執行日         | 年齢 | 選挙区       | 政党         | 得票数     | 得票率 | 定数 | 得票順位 /候補者数 | 政党内比例順位 /政党当選者数 |
| ---- | ------------------------ | -------------- | ---- | ------------ | ------------ | ---------- | ------ | ---- | ------------------ | ---------------------------- |
| 当   | 1999年新潟県議会議員選挙 | 1999年4月11日  | 32   | 新潟市選挙区 | 民主党       | 1万9310票  | 9.80%  | 11   | 2/14               | /                            |
| 当   | 第43回衆議院議員総選挙   | 2003年11月09日 | 36   | 新潟県第1区  | 民主党       | 11万9297票 | 51.08% | 1    | 1/3                | /                            |
| 当   | 第44回衆議院議員総選挙   | 2005年09月11日 | 38   | 新潟県第1区  | 民主党       | 13万6391票 | 49.67% | 1    | 1/3                | /                            |
| 当   | 第45回衆議院議員総選挙   | 2009年08月30日 | 42   | 新潟県第1区  | 民主党       | 16万9389票 | 60.15% | 1    | 1/4                | /                            |
| 落   | 第46回衆議院議員総選挙   | 2012年12月16日 | 45   | 新潟県第1区  | 民主党       | 7万8283票  | 35.56% | 1    | 2/4                | /                            |
| 比当 | 第47回衆議院議員総選挙   | 2014年12月14日 | 47   | 新潟県第1区  | 民主党       | 8万4573票  | 42.87% | 1    | 2/3                | 3/3                          |
| 当   | 第48回衆議院議員総選挙   | 2017年10月22日 | 50   | 新潟県第1区  | 旧立憲民主党 | 12万8045票 | 53.11% | 1    | 1/2                | /                            |
| 当   | 第49回衆議院議員総選挙   | 2021年10月31日 | 54   | 新潟県第1区  | 立憲民主党   | 12万7365票 | 52.57% | 1    | 1/3                | /                            |
| 当   | 第50回衆議院議員総選挙   | 2024年10月27日 | 57   | 新潟県第1区  | 立憲民主党   | 9万9487票  | 52.73% | 1    | 1/4                | /                            |

## 所属団体・議員連盟
- 海事振興連盟
- LGBTに関する課題を考える議員連盟
- 在日韓国人をはじめとする永住外国人住民の法的地位向上を推進する議員連盟

## 外部サイト
- 西村ちなみチャレンジサイト
- 西村ちなみ 立憲民主党(りっけん) (@chinami_niigata) - X（旧Twitter）
- 西村智奈美 (chinami.nishimura) - Facebook
- 西村ちなみ - YouTubeチャンネル

| 公職                              | 公職                                                                       | 公職                              |
| --------------------------------- | -------------------------------------------------------------------------- | --------------------------------- |
| 先代 辻泰弘 牧義夫                | 厚生労働副大臣 辻泰弘と共同 →桜井充と共同 2011年 - 2012年                  | 次代 桝屋敬悟 秋葉賢也            |
| 先代 西村康稔 御法川信英 柴山昌彦 | 外務大臣政務官 吉良州司と共同 →吉良州司 徳永久志と共同 2009年 - 2010年     | 次代 徳永久志 山花郁夫 菊田真紀子 |
| 議会                              |                                                                            |                                   |
| 先代 熊田裕通                     | 衆議院法務委員長 2024年                                                    | 次代 現職                         |
| 先代 菊田真紀子                   | 衆議院沖縄及び北方問題 に関する特別委員長 2020年 - 2021年                  | 次代 奥野総一郎                   |
| 党職                              |                                                                            |                                   |
| 先代 逢坂誠二                     | 立憲民主党代表代行 逢坂誠二と共同 →逢坂誠二 辻元清美と共同 2022年 - 2024年 | 次代 長妻昭・大串博志・辻元清美   |
| 先代 福山哲郎                     | 立憲民主党幹事長 第2代：2021年 - 2022年                                    | 次代 岡田克也                     |